# Powiat de Międzyrzecz
Pour les articles homonymes, voir Międzyrzecz.
Le powiat de Międzyrzecz (en polonais : Powiat międzyrzecki) est un powiat de la voïvodie de Lubusz, dans l'ouest de la Pologne.
Il est né le 1er janvier 1999, à la suite des réformes polonaises de gouvernement local passées en 1998. 
Le siège administratif du powiat est la ville de Międzyrzecz, qui se trouve à 48 km au sud-est de Gorzów Wielkopolski (capitale de la voïvodie) et à 67 kilomètres au nord de Zielona Góra (siège de la diétine régionale). Il y a deux autres villes dans le powiat qui sont Skwierzyna, à 19 kilomètres au nord de Międzyrzecz et Trzciel, à 25 kilomètres au sud-est de Międzyrzecz.
Le district a une superficie de 1 387,83 kilomètres carrés. En 2014, il compte 58 609 habitants, dont 18 487 à Międzyrzecz, 9 851 à  Skwierzyna, 2 481 à  Trzciel et 27 790 dans la partie rurale.

## Powiaty voisines
Le Powiat de Międzyrzecz est bordée des powiaty de : 
- Strzelce-Drezdenko au nord
- Międzychód au nord-est
- Nowy Tomyśl à l'est
- Świebodzin au sud
- Sulęcin à l'ouest
- Gorzów au nord-ouest

## Subdivisions administratives
Le district est subdivisé en 6 gminy (communes) (3 mixtes et 3 rurales) :
- 3 communes urbaines-rurales : Międzyrzecz, Skwierzyna et Trzciel.
- 3 communes rurales : Bledzew, Przytoczna et Pszczew

Celles-ci sont inscrites dans le tableau suivant, dans l'ordre décroissant de la population.
| Gmina             | Type         | Superficie (km²) | Population (2014) | Chef-lieu   |
| Gmina Międzyrzecz | urbain-rural | 315,3            | 25 113            | Międzyrzecz |
| Gmina Skwierzyna  | urbain-rural | 285,4            | 12 450            | Skwierzyna  |
| Gmina Trzciel     | urbain-rural | 177,4            | 6 535             | Trzciel     |
| Gmina Przytoczna  | rural        | 184,5            | 5 682             | Przytoczna  |
| Gmina Bledzew     | rural        | 247,6            | 4 537             | Bledzew     |
| Gmina Pszczew     | rural        | 177,6            | 4 292             | Pszczew     |

## Démographie
Données du 30 juin 2005 :
| Description | Total  | Total | Femmes | Femmes | Hommes | Hommes |
| ----------- | ------ | ----- | ------ | ------ | ------ | ------ |
| Unité       | Nombre | %     | Nombre | %      | Nombre | %      |
| Population  | 58 609 | 100   | 29 643 | 50,58  | 28 966 | 49,42  |
| Urbain      | 30 819 | 52,58 | 15 882 | 27,10  | 14 937 | 25,49  |
| Rural       | 27 790 | 47,42 | 13 761 | 23,48  | 14 029 | 23,94  |

## Histoire
De 1975 à 1998, les différentes gminy du powiat actuelle appartenaient administrativement à la Voïvodie de Gorzów.

Depuis 1999, la powiat fait partie de la voïvodie de Lubusz.